# Andrea Dworkin
Andrea Rita Dworkin, född 26 september 1946 i Camden, New Jersey, död 9 april 2005 i Washington, D.C., var en amerikansk författare och radikalfeminist. Hon blev framförallt känd för sin agitation mot pornografi, som hon sammankopplade med våldtäkt och andra former av våld mot kvinnor.
Dworkin var fredsaktivist och anarkist i slutet av 1960-talet, varefter hon blev radikalfeminist och gav ut tio böcker om radikalfeministisk teori och praktik. Under slutet av 1970-talet och 1980-talet blev Dworkin känd som taleskvinna för den feministiska rörelsen mot pornografi och för sina skrifter om pornografi och sexualitet, Pornography: Men Possessing Women och Intercourse, vilka fortfarande är hennes två mest kända böcker.

## Biografi

### Uppväxt
Dworkin föddes i Camden, New Jersey, som dotter till Harry Dworkin och Sylvia Spiegel. Hon hade en yngre bror, Mark. Hennes far var skollärare och hängiven socialist. Hon tillskrev honom sin passion för social rättvisa. Hennes förhållande till moderrn var ansträngt, men Dworkin skrev senare om hur hennes mors tro på lagliga preventivmedel och legal abort, "långt innan dessa var respektabla åsikter," inspirerade hennes senare aktivism.
Fastän hon beskrev sitt judiska hem som på många sätt dominerat av minnet av Förintelsen gav det ändå en lycklig barndom fram tills hon var nio år då en okänd man förgrep sig på henne i en biograf. När Dworkin var 10 år flyttade hennes familj från staden till förorterna i Cherry Hill Township, New Jersey, som hon senare skrev att hon "upplevde som att bli kidnappad av utomjordingar och tagen till en fångkoloni". I sjätte klass blev hon bestraffad av administrationen vid hennes nya skola för att hon vägrade sjunga "Stilla natt"; som jude motsatte hon sig att tvingas sjunga kristna religiösa sånger i skolan.
Dworkin började skriva poesi och prosa i sjätte klass. Genom hela high school läste hon mycket, uppmuntrad av sina föräldrar. Hon var influerad av Arthur Rimbaud, Charles Baudelaire, Henry Miller, Fjodor Dostojevskij, Che Guevara och beatpoeterna, särskilt Allen Ginsberg.

### Högskolestudier och tidig aktivism
År 1965 blev Dworkin, då student vid Bennington College, arresterad under en protest mot Vietnamkriget vid USA:s beskickning till FN. Hon skickades till kvinnofängelset New York Women's House of Detention. Dworkin vittnade om att läkarna i fängelset gjorde en inre undersökning på henne som var så hårdhänt att hon blödde i flera dagar efteråt. Hon talade offentligt och vittnade inför en grand jury om sin erfarenhet, och mediebevakningen av hennes vittnesmål blev en stor nyhet nationellt och internationellt. Juryn avböjde att väcka åtal i fallet, men Dworkins vittnesmål bidrog till att väcka allmänhetens upprördhet mot hur fångarna behandlades. Fängelset stängdes sju år senare.
Strax efter att hon hade vittnat inför juryn lämnade Dworkin Bennington och flyttade till Grekland för att ägna sig åt sitt författarskap. Hon reste från Paris till Aten på Orientexpressen, och åkte till Kreta för att bo och skriva där. När hon var på Kreta skrev hon en serie dikter betitlade (Vietnam) Variations, en samling dikter och prosadikter som hon publicerade på Kreta i en bok med titeln Child och en roman i en stil som liknade magisk realism som hette Notes on Burning Boyfriend, vilket var en referens till pacifisten Norman Morrison, som hade bränt sig själv till döds i protest mot Vietnamkriget. Hon skrev också flera dikter och dialoger som hon tryckte för hand efter att hon återvänt till USA i en bok med titeln Morning Hair.
Efter att hon hade bott på Kreta återvände Dworkin till Bennington i två år, där hon fortsatte att studera litteraturvetenskap och deltog i kampanjer mot universitetets uppförandekod för studenter, för preventivmedel på högskolans område, för legalisering av abort och mot Vietnamkriget.

### Liv i Nederländerna
Dworkin gick ut Bennington College med en examen i litteraturvetenskap 1969 och flyttade till Amsterdam för att intervjua nederländska anarkister i den motkulturella Provorörelsen. När hon var i Amsterdam blev hon involverad med och gifte sig sedan med en av de anarkister som hon mötte. Snart efter att de hade gift sig, sade hon, började han misshandla henne svårt. Han slog och sparkade henne, brände henne med cigaretter, slog henne på benen med en träpåle och dunkade hennes huvud mot golvet tills hon blev medvetslös. Efter att hon hade lämnat sin make i slutet av 1971 tillbringade Dworkin ungefär ett år fångad i Nederländerna, där hon säger att hennes exmake "attackerade, förföljde, följde [och] trakasserade" henne, och slog henne och hotade henne närhelst han fick reda på var hon gömde sig. Hon fann sig desperat efter pengar, ofta hemlös, tusentals kilometer från hem och familj. Hon anmärkte senare att "jag levde ofta livet som rymling, förutom att det var det mer desperata livet som slagen kvinna som hade rymt för sista gången, oavsett vad följderna skulle bli." Ett tag var hon prostituerad. Ricki Abrams, en feminist och exilamerikan, erbjöd henne hjälp, inkvarterade Dworkin i sitt hem och hjälpte henne att hitta platser att bo på husbåtar, en kooperativ bondgård och övergivna byggnader, medan Dworkin gömde sig från sin förra make och försökte arbeta ihop pengar till att återvända till USA.
Abrams introducerade Dworkin till tidig radikalfeministisk litteratur från USA, och Dworkin blev särskilt inspirerad av Kate Milletts Sexual Politics, Shulamith Firestones The Dialectic of Sex och Robin Morgans Sisterhood is Powerful. Hon och Abrams började arbeta tillsammans på "tidiga bitar och fragment" av en radikalfeministisk text om hatet mot kvinnor i kulturen och historien, inklusive ett färdigställt manus till ett kapitel om den pornografiska motkulturtidningen Suck, som gavs ut av en grupp andra exilamerikaner i Nederländerna.
Dworkin skrev senare att hon slutligen gick med på att hjälpa till att smuggla en portfölj med heroin genom tullen i utbyte mot 1000 dollar och flygbiljett, då hon trodde att om hon lyckades kunde hon återvända hem med biljetten och pengarna, och om hon togs till fånga skulle hon fly sin exmake genom att hamna i fängelse. Uppgörelsen om portföljen gick om intet, men mannen som hade lovat Dworkin pengarna gav henne flygbiljetten ändå och hon återvände till USA 1972.
Innan hon lämnade Amsterdam talade Dworkin med Abrams om sina erfarenheter i Nederländerna, den framväxande feministrörelsen och boken som de hade börjat skriva tillsammans. Dworkin samtyckte till att färdigställa boken som hon slutligen kallade Woman Hating—och ge ut den när hon kom till USA. I sina memoarer berättar Dworkin att hon under det samtalet svor att ägna sitt liv åt den feministiska rörelsen:
| ”                                                                               | När jag satt med Ricki och talade med Ricki avlade jag ett löfte till henne: att jag skulle använda allting jag kände till, inklusive från prostitution, till att göra kvinnorörelsen starkare och bättre, att jag skulle ge mitt liv till rörelsen och för rörelsen. Jag lovade att vara moraliskt förpliktigad till kvinnors välfärd, till att göra vad som helst nödvändigt för den välfärden. Jag lovade att leva och om nödvändigt att dö för kvinnor. Jag avlade det löftet för ungefär trettio år sedan, och jag har inte svikit det än. | „ |
| – Andrea Dworkin, Heartbreak: The Political Memoir of a Feminist Militant, 122. | |   |

### Återkomst till New York och kontakt med feministrörelsen
När hon återvände till New York tog Dworkin med sig de "tidiga bitarna och fragmenten" av Woman Hating och tog småjobb för att försörja sig medan hon utökade och avslutade boken. Woman Hating blev Dworkins första publicerade bok 1974. Den gav radikalfeministiska analyser av  sagor och litterär pornografi, som Dworkin hävdade framställde kvinnor som passiva, beroende och definierade av en manlig sexualitet som erotiserade kvinnors förödmjukelse och underordning. Den diskuterade sedan "gynocidala" uttryck för den synen på kvinnlighet i form av europeisk häxjakt och kinesisk fotbindning. Dworkin hävdade att binära könsroller var en myt, uttryckt i berättelserna och förstärkt av våldet, som kunde och borde övervinnas, till förmån ett "androgynt samhälle," för kvinnors frihets skull och för mänsklig blomstrings skull.
I New York arbetade Dworkin åter som fredsaktivist och deltog i demonstrationer för lesbiskas rättigheter och mot apartheid i Sydafrika. Den feministiska poeten Muriel Rukeyser anställde henne som assistent (Dworkin sade senare "Jag var den sämsta assistenten i världshistorien. Men Muriel behöll mig eftersom hon trodde på mig som författare.") Dworkin gick också med i en feministisk medvetandehöjande grupp, och blev snart involverad i radikalfeministisk organisering med fokusering på kampanjer mot våld mot kvinnor. Förutom hennes skrivande och aktivism blev Dworkin känd som talare, mestadels för evenemang som organiserades av lokala feministgrupper. Hon blev välkänd för passionerade, kompromisslösa tal som väckte starka känslor hos både anhängare och kritiker och inspirerade hennes åhörare till handling, såsom hennes tal vid den första Ta natten tillbaka-marschen i november 1978 och hennes tal 1983 vid den regionala konferensen i Mellanvästern för National Organization for Changing Men (numera National Organization for Men Against Sexism) med titeln "I Want a Twenty-Four Hour Truce During Which There Is No Rape." Gloria Steinem jämförde flera gånger hennes högröstade stil med Gamla testamentets profeter. Susan Brownmiller minns hennes tal vid Ta natten tillbaka 1978:
| ”                                                                 | Lördagskvällen kulminerade i en "Ta natten tillbaka"-marsch (den första av sitt slag), upplyst av levande ljus, genom porrdistriktet, som inleddes av en förmaning av Andrea Dworkin. Jag hade sett Andrea i mitt vardagsrum, men detta var första gången jag hade sett Andrea i aktion. Jag dubbade henne genast till Rolling Thunder. Hon svettades i sin typiska denimoverall, hon använde de retoriska kadenser som skulle göra henne till både en kultidol och ett föremål för åtlöje några år senare. Dworkins dramatiserade martyrskap och väckelsemötesstil passade aldrig mig riktigt, men jag behöll min respekt för hennes mod långt efter att jag lämnade pornografikrigen. När hennes upprop till handling hade genomförts gick tretusen demonstranter ut på gatorna ... | „ |
| – Susan Brownmiller, In Our Time: Memoir of a Revolution, 302-303 | |   |

Många av Dworkins tidiga tal är omtryckta i hennes andra bok Our Blood (1976).  Senare urval av tal omtrycktes då och tjugo år senare, i Letters from a War Zone (1988) och Life and Death (1997).

### Relation med John Stoltenberg
År 1974 mötte hon den feministiske författaren och aktivisten John Stoltenberg när de båda gick ut från en poesiuppläsning i Greenwich Village på grund av misogynt material. De blev nära vänner och kom slutligen att leva tillsammans. Stoltenberg skrev en serie radikalfeministiska böcker och artiklar om manlighet. Fastän Dworkin skrev offentligt "Jag älskar John med mitt hjärta och min själ" och Stoltenberg beskrev Dworkin som "mitt livs kärlek", fortsatte hon att offentligt identifiera sig som lesbisk, och han som bög. Stoltenberg berättade om det bryderi som deras förhållande verkade orsaka människor i pressen, och summerade förhållandet genom att säga "Så jag säger bara enklaste fakta offentligt: ja, Andrea och jag lever tillsammans och älskar varandra och vi är varandras livskamrater, och ja vi är båda öppet homosexuella."
Dworkin och Stoltenberg gifte sig 1998. Efter hennes död sade Stoltenberg "Det är därför vi egentligen aldrig talade om för någon att vi gifte oss, eftersom folk blir förvirrade av det. De tänker Å, hon är din. Och vi ville bara inte ha det tramset."

### Senare liv
År 1997 gav Dworkin ut en samling av sina tal och artiklar från 1990-talet i Life and Death: Unapologetic Writings on the Continuing War on Women, däribland en lång självbiografisk essä om sitt liv som författare, och artiklar om våld mot kvinnor, pornografi, prostitution, Nicole Brown Simpson, användningen av våldtäkt under Bosnienkriget, massakern på École Polytechnique i Montréal, Israel och genuspolitiken i United States Holocaust Memorial Museum.
Samma år publicerade New York Times Book Review ett långt brev av Dworkin där hon beskriver ursprunget till sitt djupt kända hat mot prostitution och pornografi ("massproducerad, teknologiserad prostitution") som sin historia av att bli våldsamt undersökt av fängelseläkare och slagen av sin första make och många andra män.
År 2000 publicerade hon Scapegoat: The Jews, Israel, and Women's Liberation, där hon jämförde förtrycket av kvinnor med förföljelsen av judar, diskuterade den judiska identitetens och antisemitismens könspolitik och kom att ge sitt stöd till en variant av lesbisk separatism, genom att förespråka upprättande av ett hemland för kvinnor (med "land och skjutvapen") som ett svar på förtrycket av kvinnor.
I juni 2000 publicerade Dworkin kontroversiella artiklar i New Statesman och i Guardian, där hon hävdade att en eller flera män hade våldtagit henne i hennes hotellrum i Paris föregående år och hade lagt GHB i hennes drink för att invalidisera henne. Hennes artiklar upptände en offentlig kontrovers då författare som Catherine Bennett och Julia Gracen uttryckte tvivel på hennes berättelse och polariserade opinionen mellan skeptiker och anhängare såsom Catharine MacKinnon, Katharine Viner, och Gloria Steinem. Hennes omnämnande av incidenten beskrevs senare av Charlotte Raven som ett "i stor utsträckning betvivlat påstående," som bättre ses som "en sorts konstnärlig hushållning." Dworkin, som var känslomässigt bräcklig och led av dålig hälsa, drog sig mestadels tillbaka från offentligheten i två år efter artiklarna.
År 2002 publicerade Dworkin sin självbiografi, Heartbreak: The Political Memoir of a Feminist Militant. Hon började snart tala och skriva igen och sade i en intervju med Julie Bindel 2004 "Jag trodde att det var slut med mig, men jag känner en ny livskraft. Jag vill fortsätta att hjälpa kvinnor." Hon publicerade ytterligare tre artiklar i Guardian och började arbeta på en ny bok, Writing America: How Novelists Invented and Gendered a Nation, om den roll som spelats av författare som Ernest Hemingway och William Faulkner i utvecklingen av amerikansk politisk och kulturell identitet. Boken var ofullbordad när hon dog.

### Sjukdom och död
Under sina sista år led Dworkin av bräcklig hälsa, och hon avslöjade i sin sista kolumn i The Guardian att hon under de gångna åren hade varit försvagad och nästan förlamad av svårartad knäartros. Kort efter att hon återvände från Paris 1999 hade hon lagts in på sjukhus med hög feber och blodpropp i benen. Några månader efter att hon blivit utskriven från sjukhuset blev hon alltmer oförmögen att böja knäna, och genomgick en operation för att ersätta sina knän med proteser av titan och plast. Hon skrev att "Den läkare som känner mig bäst säger att artros börjar långt innan det förlamar – i mitt fall möjligen av hemlöshet, eller sexuella övergrepp, eller slag mot mina ben, eller min vikt. John, min partner, skyller på Scapegoat, en studie av judisk identitet och kvinnors frigörelse som tog mig nio år att skriva. Han säger att det är boken som tog min hälsa. Jag skyller på drogvåldtäkten som jag genomgick 1999 i Paris."
När en intervjuare från en tidning frågade henne hur hon skulle vilja bli ihågkommen sade hon "I ett museum, när manlig överhöghet är död. Jag skulle vilja att mitt arbete blir en antropologisk artefakt från ett utdött, primitivt samhälle." Hon dog i sömnen på morgonen den 9 april 2005 i sitt hem i Washington, D.C.. Dödsorsaken fastställdes senare som akut hjärtmuskelinflammation. Hon blev 58 år gammal.

## Politisk aktivism

### Kritik av pornografi
Andrea Dworkin är oftast ihågkommen för sin roll som talare, författare och aktivist i den feministiska rörelsen mot pornografi. Hennes kritik av pornografi började med Woman Hating, där hon gav en kritisk analys av den samtida pornografin, i romanerna Berättelsen om O och L'Image, samt i den motkulturella pornografiska tidningen Suck. Dworkin hävdade att pornografi framförde den vuxna och explicita utvecklingen av den sexuella politik som uttrycks implicit för barn i sagor, och att den avbildade kvinnor som passiva offer, vilkas identitet uttrycktes i erotiserad förnedring, kränkning eller öppet våld.
I februari 1976 intog Dworkin en ledande roll i att organisera protester mot filmen Snuff i New York och under hösten anslöt hon sig till Adrienne Rich, Grace Paley, Gloria Steinem, Shere Hite, Lois Gould, Barbara Deming, Karla Jay, Letty Cottin Pogrebin, Robin Morgan och Susan Brownmiller i försök att bilda en radikalfeministisk grupp mot pornografi. Några medlemmar av denna grupp kom senare att grunda Women Against Pornography 1979, men vid den tidpunkten hade Dworkin börjat distansera sig från gruppen på grund av skillnader i synsätt. Dworkin talade vid den första Ta natten tillbaka-marschen i november 1978, och deltog tillsammans med 3000 kvinnor i en marsch genom San Franciscos red-light district.
År 1979 publicerade Dworkin Pornography: Men Possessing Women, som analyserar (och i stor utsträckning citerar exempel hämtade från) samtida och historisk pornografi som en industri av kvinnohatande avhumanisering. Dworkin hävdar att pornografin är inblandad i våld mot kvinnor, både i sin framställning (genom utnyttjandet av de kvinnor som förekommer i den) och i de sociala konsekvenserna av konsumtionen av den genom att den uppmuntrar män att erotisera dominans, kränkningar och övergrepp mot kvinnor.

### Medborgarrättslig förordning mot pornografi
År 1980 gjorde Linda Boreman (som hade figurerat i den pornografiska filmen Långt ner i halsen som "Linda Lovelace") offentliga uttalanden om att hennes exmake Chuck Traynor hade slagit och våldtagit henne, och med våld tvingat henne att delta i filmen och andra pornografiska filmer. Boreman offentliggjorde sina anklagelser inför presskåren vid en presskonferens, tillsammans med Dworkin, den feministiska juristen Catharine MacKinnon och medlemmar av Women Against Pornography. Efter presskonferensen började Dworkin, MacKinnon, Gloria Steinem och Boreman diskutera möjligheten att använda federala lagar för medborgerliga rättigheter för att söka skadestånd från Traynor och personerna som gjort Långt ner i halsen. Boreman var intresserad, men backade ur efter att Steinem upptäckte att preskriptionstiden för en möjlig process hade utgått.
Dworkin och MacKinnon fortsatte dock att diskutera stämning med hjälp av medborgerliga rättigheter som en möjlig väg att bekämpa pornografin. På hösten 1983 ordnade MacKinnon en tillsättning på en termin åt Dworkin vid University of Minnesota, att hålla en kurs i litteraturvetenskap för kvinnoforskningsprogrammet och tillsammans med MacKinnon hålla en institutionsöverskridande kurs om pornografi, där de utarbetade en medborgarrättslig inriktning. Med uppmuntran från aktivister i södra Minneapolis anställde Minneapolis stadsstyrelse Dworkin och MacKinnon för att skriva en medborgarrättslig förordning mot pornografi som ett tillägg till Minneapolis stads medborgarrättsförordning. Tillägget definierade pornografi som en kränkning av kvinnors medborgerliga rättigheter, och lät kvinnor som hävdade att de led skada av pornografi stämma producenter och distributörer i civilrättsliga domstolar för att få skadestånd. Lagen antogs två gånger av Minneapolis stadsfullmäktige men stoppades med veto av borgmästaren Don Fraser, som ansåg att ordalydelsen i förordningen var för vag. En annan variant av förordningen antogs i Indianapolis 1984, men ogiltigförklarades som författningsstridig av sjunde domstolsdistriktets appellationsdomstol i fallet American Booksellers v. Hudnut. Dworkin fortsatte att stödja den medborgarrättsliga inriktningen i sitt skrivande och sin aktivism, och stödde feministiska porrmotståndare som organiserade senare kampanjer i Cambridge, Massachusetts (1985) och Bellingham, Washington (1988) för att anta varianter av förordningen genom väljarinitiativ.

### Vittnesmål inför Attorney Generals kommission om pornografi
Den 2 januari 1986 vittnade Dworkin i en halvtimme inför justitieministerns kommission om pornografi (ibland kallad "Meese-kommissionen") i New York, och besvarade frågor från kommissionens ledamöter efter att hon avlagt sitt vittnesmål. Dworkins vittnesmål mot pornografi blev prisat och omtrycktes i kommissionens slutrapport, och Dworkin och MacKinnon markerade publiceringen av rapporten genom att hålla en gemensam presskonferens. Meesekommissionens ämbetsmän krävde sedan med framgång att affärskedjor skulle ta bort populära herrtidningar som Playboy (Dworkin skrev att tidningen "i både text och bilder främjar både våldtäkt och sexuella övergrepp mot barn") och Penthouse från sina hyllor. Kraven spreds över landet och skrämde en del återförsäljare till att dra in fotografitidskrifter, bland andra. Meesekommissionens kampanj stäcktes slutligen genom en tillrättavisning mot prior restraint enligt första författningstillägget av D.C. Federal Court i fallet Meese v. Playboy (639 F.Supp. 581).
I sitt vittnesmål och svar till frågor från kommissionsledamöterna fördömde Dworkin användning av åtal för kriminell obscenitet mot pornografer, och framförde att "Vi är mot obscenitetslagar. Vi vill inte ha dem. Jag vill att ni ska förstå varför, vare sig ni kommer att hålla med eller inte" (285). Hon hävdade att obscenitetslagar till stor del var verkningslösa (285), att när de var verksamma bannlyste de bara pornografi från offentligheten medan de tillät den att blomstra utom synhåll (285-286), och att de bannlyste fel material, eller rätt material av fel anledningar, och hävdade att "Obscenitetslagar är också kvinnohatande i själva sin uppbyggnad. Deras grundläggande antagande är att det är kvinnors kroppar som är smutsiga" (286). I stället gav hon fem rekommendationer till kommissionen, nämligen (1) att "Justitiedepartementet ska instruera instanser som upprätthåller lag och ordning att dokumentera användningen av pornografi i våldsbrott" (286), (2) ett förbud mot innehav och spridning av pornografi i fängelser (287), (3) att åklagare "verkställer kopplerilagstiftningen mot pornografer" (287), (4) att administrationen ska "göra det till en prioritet för Justitiedepartementet att genomdriva RICO Racketeer Influenced and Corrupt Organizations Act mot pornografiindustrin" (287), och (5) att Kongressen ska anta federal medborgarrättslig lagstiftning mot pornografi, som skulle möjliggöra civila skadestånd för skada som åsamkats kvinnor. Hon föreslog att kommissionen skulle överväga att "skapa en bestämmelse rörande brottslig konspiration enligt medborgarrättslagarna, sådan att konspirera för att beröva en person hennes medborgerliga rättigheter genom att tvinga in henne i pornografi är ett brott, och att konspirera till att driva handel med pornografi är att konspirera för att beröva kvinnor våra medborgerliga rättigheter"(288). Dworkin jämförde sitt förslag med Southern Poverty Law Centers användning av medborgarrättsliga processer mot Ku Klux Klan (285).
Dworkin framlade också som bevismaterial ett exemplar av Boremans bok Skärseld (Ordeal), som ett exempel på de missförhållanden som hon hoppades råda bot på, och sade att "Det enda otypiska med Linda är att hon har haft modet att föra en offentlig kamp mot det som har hänt henne. Och vad ni än kommer på måste det hjälpa henne eller så kommer det inte att hjälpa någon." Boreman hade vittnat personligen inför kommissionen, men kommissionärerna hade ännu inte sett hennes bok (289).

## Litterär produktion

### Skönlitteratur
Dworkin gav ut tre skönlitterära verk, efter att hon hade blivit känd som feministisk författare och aktivist. Hon gav ut novellsamlingen The New Woman's Broken Heart 1980. Hennes första publicerade roman, Ice and Fire, gavs ut i Storbritannien 1986. Det är en jagberättelse full av våld och övergrepp. Susie Bright har hävdat att den innebär en modern feministisk omskrivning av en av Markisen de Sades mest kända verk, Juliette (roman). Dworkin syftade dock till att skildra mäns våld mot kvinnor som normaliserat politiskt våld, inte som excentrisk erotik. Dworkins andra roman, Mercy, publicerades i Storbritannien 1990.
Dworkins noveller och romaner införlivade ofta element från hennes liv och teman från hennes facklitteratur, ibland skildrade av en jagberättare. Kritiker har ibland citerat stycken som sägs av personer i Ice and Fire som uttryck för Dworkins egna åsikter. cf. Dworkin skrev dock "Min skönlitteratur är inte självbiografisk. Jag är ingen exhibitionist. Jag visar inte mig själv. Jag ber inte om förlåtelse. Jag vill inte bekänna. Men jag har använt allt jag vet — mitt liv — för att visa vad jag tror måste visas så att det kan mötas. Imperativet vid hjärtat av mitt skrivande — det som måste göras — kommer direkt från mitt liv. Men jag visar inte mitt liv direkt, i full åsyn, eller ens tittar på det medan andra ser på."

### Arv och kontrovers
Dworkin författade tio böcker radikalfeministisk teori och en mångfald tal och artiklar, som alla var utformade för att hävda närvaron av och fördöma institutionaliserat och normaliserat skada mot kvinnor. Hon blev en av de mest inflytelserika författarna och taleskvinnorna för amerikansk radikalfeminism under den sena 1970-talet och 1980-talet. Hon karakteriserade pornografi som en industri av skadlig objektifiering och utnyttjande, inte enbart en fantasivärld. Hon diskuterade prostitution som ett system av utnyttjande, och samlag som en central plats för underordning i patriarkatet. Hennes analys och skrivande influerade och inspirerade verk av hennes samtida feminister, såsom Catharine MacKinnon, Gloria Steinem, John Stoltenberg, Nikki Craft, Susan Cole och Amy Elman.
Dworkins kompromisslösa ställningstaganden och högljudda stil i skrift och tal, som av Robert Campbell beskrevs som "apokalyptisk", gjorde att hon jämfördes med Malcolm X (av Robin Morgan, Susie Bright, med flera), och Gamla Testamentets profeter (av Gloria Steinem). Hennes attityd och språk polariserade ofta debatten skarpt och gjorde Dworkin själv till en mycket kontroversiell person. Efter hennes död hävdade den konservative homosexuelle författaren Andrew Sullivan att "Många på den sociala högerkanten gillade Andrea Dworkin. Liksom Dworkin är deras huvudsakliga impuls när de ser människor som lever fritt att försöka kontrollera eller stoppa dem – för deras eget bästa. Liksom Dworkin är de förskräckta av manlig sexualitet och ser män som sådana som ett problem som ska tämjas. Liksom Dworkin tror de på statens makt att censurera och undertrycka sexuella friheter. Liksom Dworkin ser de den enorma nya frihet som kvinnor och homosexuella människor har förvärvat sedan 1960-talet som en hemsk utveckling för den mänskliga kulturen." Cathy Young klagade på ett "rentvående" i feministiska dödsrunor över Dworkin, hävdade att Dworkins ställningstaganden var uppenbart misandriska, och framförde att Dworkin i själva verket var vansinnig. Andra feminister publicerade dock välvilliga eller lovprisande minnesord på webben och i tryck. Dworkins långvariga vän och medarbetare Catharine MacKinnon publicerade en kolumn i New York Times, där hon hyllade vad hon beskrev som Dworkins "lysande litterära och politiska karriär" och föreslog att Dworkin förtjänade en nominering till Nobelpriset i litteratur. MacKinnen klagade även på att "Lögner om hennes åsikter om sexualitet (att hon ansåg att samlag var våldtäkt) och hennes politiska allianser (att hon var i säng med högern) publicerades och ompublicerades utan försök till verifiering, medan korrigerande brev nästan alltid refuserades. Medan manliga författares utseende betraktas som irrelevant eller uppskattas som en charmig excentricitet, blev Andreas utseende skymfat och hånat och förvandlat till pornografi. När hon stämde för förtal trivialiserade domstolarna de pornografiska lögnerna som fantasi och hedrade dem som satir."
Dworkins redogörelser för våld som hon utstått från män väckte ibland skepsis. Det mest kända exemplet var den offentliga kontroversen rörande hennes anklagelser om att ha blivit drogad och våldtagen i Paris. År 1989 skrev Dworkin en artikel om sitt liv som misshandlad kvinna i Nederländerna, "What Battery Really Is", som svar till en annan radikalfeminist, Susan Brownmiller, som hade argumenterat för att Hedda Nussbaum, en misshandlad kvinna, borde ha blivit åtalad för att hon inte hindrade Joel Steinberg från att mörda deras adopterade dotter. Newsweek antog inledningsvis "What Battery Really Is" för publicering, men avböjde sedan att publicera berättelsen på begäran av deras advokat, med argumentet att Dworkin måste publicera anonymt "för att skydda misshandlarens identitet" och avlägsna referenser till specifika skador, eller annars tillhandahålla "medicinska handlingar, polishandlingar, ett skriftligt yttrande från en läkare som hade sett skadorna." Dworkin skickade artikeln till Los Angeles Times, som publicerade den 12 mars 1989.
Vissa kritiker, såsom Larry Flynts tidning Hustler och Gene Healy, hävdar att Dworkin stödde incest. I det sista kapitlet i Woman Hating (1974) skrev Dworkin att "Relationen mellan förälder och barn är i första hand erotisk eftersom alla mänskliga relationer i första hand är erotiska," och att "Incesttabut, eftersom det förvägrar oss en grundläggande tillfredsställelse med de föräldrar som vi älskar med vår primära energi, tvingar oss att internalisera de föräldrarna och ständigt söka dem. Incesttabut gör kulturens värsta arbete ... Förstörelse av incesttabut är grundläggande för utvecklandet av en kooperativ mänsklig gemenskap baserad på fritt flöde av naturlig androgyn erotik." Dworkin förklarar dock inte om "tillfredsställelse" ("fulfilment") tänks medföra faktisk sexuell intimitet, och kännetecknade på den föregående sidan det hon menade med "erotiska relationer" som relationer vilkas "innehåll är icke-verbal kommunikation och beröring," vilket hon uttryckligen skiljer från vad hon kallade "knullande".
Dworkins verk från början av 1980-talet och framåt innehöll återkommande fördömanden av incest och pedofili som en av de främsta formerna av våld mot kvinnor. Hon hävdade att "Incest är oerhört viktigt för att förstå kvinnors tillstånd. Det är ett brott som begås mot någon, ett brott som många offer aldrig återhämtar sig från." I början av 1980-talet hade hon ett offentligt gräl med sin tidigare vän Allen Ginsberg på grund av hans stöd för barnpornografi och pedofili, där Ginsberg sade "Högern vill sätta mig i fängelse," och Dworkin svarade "Ja, de är mycket sentimentala. Jag skulle döda dig." När Hustler publicerade påståendet att Dworkin förespråkade incest 1985 stämde Dworkin dem för förtal. Domstolen avslog Dworkins klagomål med argumentet att vare sig anklagaelserna var sanna eller falska var en felaktig tolkning av ett verk som placerats på "idémarknaden" inte utgjorde förtal i juridisk mening.
Andra kritiker, särskilt kvinnor som identifierar sig som feminister men skiljer sig skarpt från Dworkins stil eller ställningstaganden, har givit nyanserade synpunkter, och framfört att Dworkin fäste uppmärksamhet på verkliga och viktiga problem, men att hennes arv som helhet har varit destruktivt för kvinnorörelsen. Hennes arbete och aktivism rörande pornografi – särskilt i form av den medborgarrättsliga förordningen mot pornografi – väckte kraftig kritik från grupper som Feminist Anti-Censorship Task Force (FACT). Dworkin fick också kritik från sexpositiva feminister, som framträdde till stor del i opposition mot den feministiska porrmotståndsrörelsen under 1980-talet, då Dworkin blev framträdande på den nationella scenen. Sexpositiva feminister kritiserade hennes rättsliga aktivism som censurivrande och hävdade att hennes arbeten om pornografi och sexualitet främjade en essentialistisk, konservativ eller förtryckade syn på sexualitet, som de ofta kännetecknade som "anti-sex" eller "sexnegativ." Hennes kritik mot vanliga heterosexuella sexuella uttryck, pornografi, prostitution och sexuell sadism ansågs ofta förbise kvinnors egna agerande i sex eller förneka kvinnors sexuella val. Dworkin kontrade med att hennes kritiker ofta felrepresenterade hennes åsikter, och att under rubriken "valfrihet" eller "sexpositiv" hennes feministiska kritiker försummade att ifrågasätta de ofta våldsamma politiska strukturer som begränsade kvinnors valmöjligheter och formade betydelsen av sexuella handlingar.

### Viktiga böcker

#### Right-wing Women
År 1983 gav Dworkin ut Right-Wing Women: The Politics of Domesticated Females, en undersökning av vad hon hävdade var kvinnors anledningar till att kollaborera med män för att begränsa kvinnors frihet. I förordet till den brittiska upplagan (omtryckt i Letters from a War Zone, 185-194) framförde Dworkin att den nya högern i USA fokuserade särskilt på att bevara manlig makt inom familjen, främjande av fundamentalistiska versioner av ortodox religion, bekämpa abort och underminera ansträngningar att bekämpa våld i hemmet (192-193), men att den också hade, för första gången, "lyckats få kvinnor som kvinnor (kvinnor som hävdar att de agerar i kvinnors intresse som grupp) att i själva verket agera som ombud för manlig makt över kvinnor, som ombud för en hierarki i vilken kvinnor är underordnade män, som ombud för kvinnor som mäns rättmätiga egendom, som ombud för religion som ett uttryck för transcendent manlig överhöghet" (193). Dworkin tog detta som sitt problem och frågade "Varför agiterar högerkvinnor för sin egen underordning? Hur vinner högern, som kontrolleras av män, deras deltagande och lojalitet? Och varför hatar högerkvinnor verkligen den feministiska kampen för jämlikhet?" (194).

#### Intercourse
År 1987 publicerade Dworkin boken Intercourse, där hon utvidgade sin analys från pornografi till samlaget självt, och hävdade att den sorts sexuell underordning som avbildas i pornografi var central för mäns och kvinnors erfarenheter av heterosexuella samlag i ett samhälle präglat av manlig överhöghet.
Dworkin hävdar, med citat från både pornografi och skönlitteratur—inklusive Kreutzersonaten, Madame Bovary och Dracula—att skildringar av samlag i konventionell konst och kultur genomgående betonade heterosexuella samlag som den enda sortens "riktig" sex, framställde samlag i vålds- och invasionstermer, framställde våldet eller invaderandet som central för dess erotik och ofta förenade det med manligt förakt för, avsky mot, eller till och med mord på, den "köttsliga" kvinnan. Hon hävdade att denna sorts skildring genomdrev en syn på sexualitet som var manscentrerad och förknippad med tvång, och att, när de kulturella attityderna kombineras med de materiella villkoren för kvinnors liv i ett sexistiskt samhälle, upplevelsen av heterosexuella samlag i sig själva blir en central del av mäns underordning av kvinnor, upplevd som en sorts "ockupation" som ändå förväntas vara behaglig för kvinnor och definiera själva deras ställning som kvinnor.
Sådana beskrivningar citeras ofta av Dworkins kritiker, som tolkar (och ibland till och med felciterar) boken som att den hävdar att "alla heterosexuella samlag är våldtäkter," eller mer allmänt att de anatomiska verkningarna av samlag gör att det är i sig självt skadligt för kvinnors jämlikhet. Dworkin avvisade den tolkningen av hennes resonemang, och framförde i en senare intervju att "Jag tror att både samlag och sexuell njutning kan och kommer att överleva jämställdheten," och föreslog att missförståndet kom till på grund av själva den sexuella ideologi som hon kritiserade: "Eftersom paradigmet för sex har varit erövring, ägande och kränkning tror jag att många män tror att de behöver en orättvis fördel, som i dess ytterlighet skulle kallas våldtäkt. Jag tror inte att de behöver det."

### Facklitteratur
- Heartbreak: The Political Memoir of a Feminist Militant (2002) ISBN 0-465-01754-1
- Scapegoat: The Jews, Israel, and Women's Liberation (2000) ISBN 0-684-83612-2
- Life and Death: Unapologetic Writings on the Continuing War Against Women (1997) ISBN 0-684-83512-6
- In Harm’s Way: The Pornography Civil Rights Hearings (with Catharine MacKinnon, 1997) ISBN 0-674-44579-1
- Right-Wing Women: The Politics of Domesticated Females (1991) ISBN 0-399-50671-3
- Letters from a War Zone: Writings (1988) ISBN 1-55652-185-5 ISBN 0-525-24824-2 ISBN 0-436-13962-6
- Pornography and Civil Rights: A New Day for Women's Equality (1988) ISBN 0-9621849-0-X
- Intercourse (1987) ISBN 0-684-83239-9
- Pornography—Men Possessing Women (1981) ISBN 0-399-50532-6 (summary Craft page)
- Our Blood: Prophesies and Discourses on Sexual Politics (1976) ISBN 0-399-50575-X ISBN 0-06-011116-X
- Woman Hating: A Radical Look at Sexuality (Dutton, 1974) ISBN 0-452-26827-3 ISBN 0-525-48397-7

### Skönlitteratur
- Mercy (1990, ISBN 0-941423-88-3)
- Ice and Fire (1986, ISBN 0-436-13960-X) (svensk översättning:  Is och eld. Stockholm: Prisma. 1988. ISBN 91-518-2182-6)
- The New Woman's Broken Heart: Short Stories (1980, ISBN 0-9603628-0-0)
- Morning Hair (egenutgiven, 1968)
- Child (1966) (Heraklion, Kreta, 1966)

### Numrerade korta artiklar
- ASIN B0006XEJCG (1977) Marx and Gandhi were liberals: Feminism and the "radical" left
- ASIN B0006XX57G (1978) Why so-called radical men love and need pornography
- ASIN B00073AVJA (1985) Against the male flood: Censorship, pornography and equality
- ASIN B000711OSO (1985) The reasons why: Essays on the new civil rights law recognizing pornography as sex discrimination
- ASIN B00071HFYG (1986) Pornography is a civil rights issue for women
- ASIN B0008DT8DE (1996) A good rape. (Book Review)
- ASIN B0008E679Q (1996) Out of the closet.(Normal: Transsexual CEO:s, Cross-Dressing Cops and Hermaphrodites with Attitude)(Bokrecension)
- ASIN B0008IYNJS (1996) The day I was drugged and raped

### Digitaliserade tal och intervjuer
- Why Men Like Pornography & Prostitution So Much Andrea Dworkin Keynote Speech at International Trafficking Conference, 1989. (Audio File: 22 min, 128 kbit/s, mp3)
- Andrea Dworkin's Attorney General's Commission Testimony on Pornography and Prostitution
- Violence, Abuse &Women's Citizenship Brighton, UK November 10, 1996
- "Freedom Now: Ending Violence Against Women"
- "Speech from Duke University, January, 1985"
- Taped Phone Interview Andrea Dworkin interviewed by Nikki Craft on Allen Ginsberg, May 9, 1990. (ljudfil, 20 min, 128 kbit/s, mp3)

### Recensioner
- Ice and Fire by Andrea Dworkin; Intercourse by Andrea Dworkin. "Male and Female, Men and Women". Recenserad av Carol Sternhell för New York Times (3 maj 1987).
- Intercourse by Andrea Dworkin; Feminism Unmodified by Catharine MacKinnon. "Porn in the U.S.A., Part I". Recenserade av Maureen Mullarkey för The Nation (30 maj 1987):
- Tenth Anniversary Edition (1997), Intercourse by Andrea Dworkin. Recenserad av Giney Villar för Women in Action (3:1998).
- Pornography: Men Possessing Women. "Unburning a Witch: Re-Reading Andrea Dworkin". Recenserad av Jed Brandt för NYC Indypendent (7 februari 2005).